# Calectasia pignattiana
Calectasia pignattiana là một loài thực vật có hoa trong họ Dasypogonaceae. Loài này được K.W.Dixon & R.L.Barrett mô tả khoa học đầu tiên năm 2001.